# Margaretha van Parma

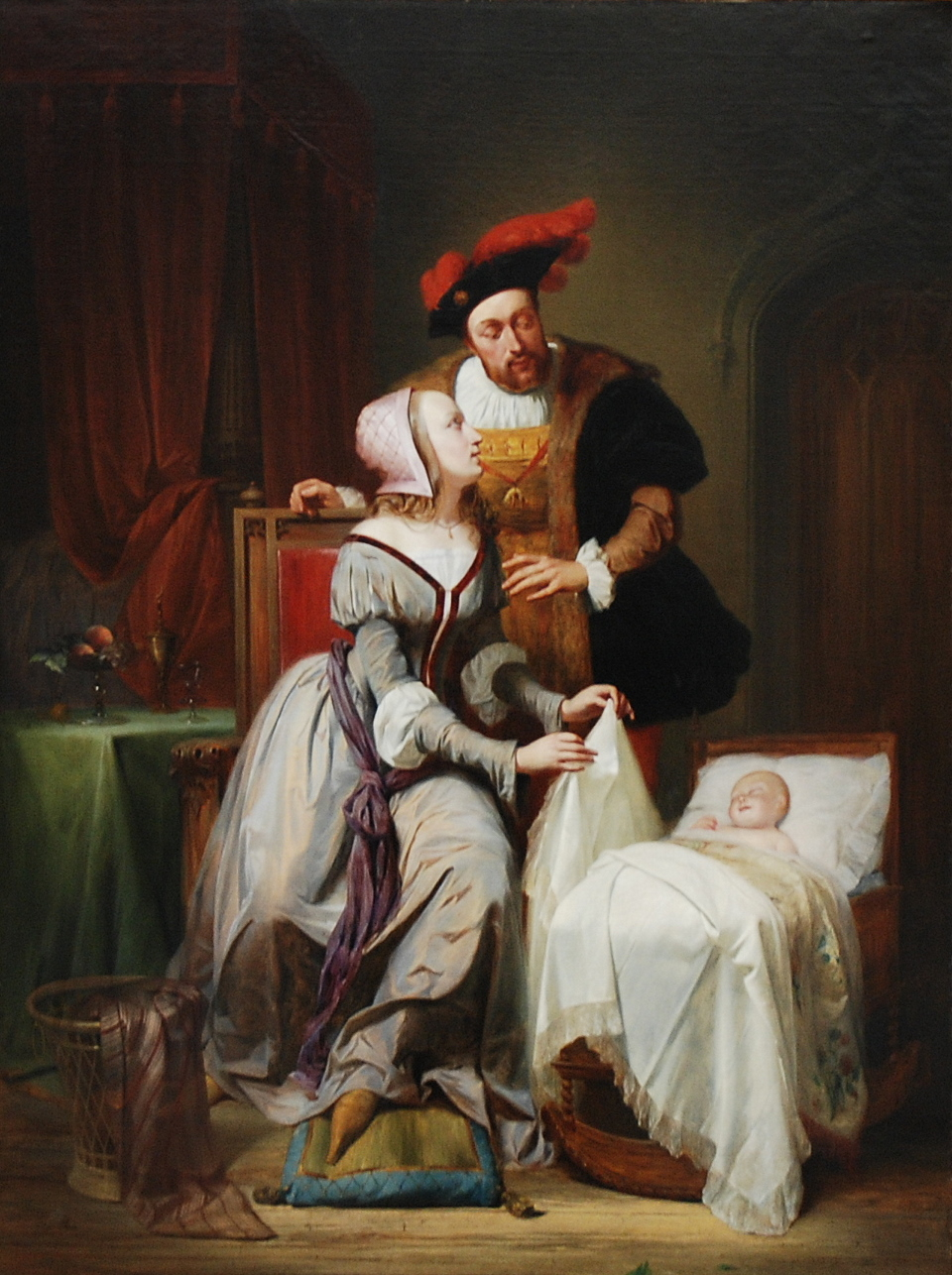
Keizer Karel met Johanna en hun dochter Margaretha door Théodore-Joseph Canneel (1844)

Margaretha van Parma (Oudenaarde, na 25 juli 1522 – Ortona, 18 januari 1586) was landvoogdes voor haar halfbroer, koning Filips II van Spanje, over de Habsburgse Nederlanden van 1559 tot 1567, toen de hertog van Alva naar de Nederlanden werd gezonden.

## Jeugd
Ze was een buitenechtelijk kind van keizer Karel V. Haar moeder was Johanna van der Gheynst, dochter van een tapijtverkoper uit Nukerke. Keizer Karel V was op het kasteel van Karel I van Lalaing te Oudenaarde van 26 oktober 1521 tot 12 december 1521. Hij was daar ter verdediging van de Nederlanden in het begin van de Italiaanse Oorlog (1521-1526). Tijdens zijn verblijf van enkele weken had hij een affaire met de dienstmeid. Nadien bleek ze zwanger. 
Ze verliet het kasteel te Oudenaarde om bij haar oom, leerlooier Van der Croye, te bevallen in Pamele. Het kind werd gedoopt in de Onze-Lieve-Vrouwekerk te Pamele.
Margaretha werd kort na haar geboorte weggehaald bij haar moeder en opgevoed aan het hof, waarschijnlijk op aanraden van Margaretha van Oostenrijk. Ze werd als baby van enkele weken oud bij Andries van Douvrin, heer van Drogenbos en Sint-Martens-Bodegem en zijn vrouw geplaatst. André was de keldermeester van aartshertog Ferdinand, de jongere broer van keizer Karel. Toen Ferdinand verhuisde, bleef de keldermeester achter om het kind op te voeden.
Margaretha van Oostenrijk erkende Margaretha van der Gheynst als kind van haar neef en hield haar opvoeding nauwlettend in het oog, wat blijkt uit de geschenken die ze aan het kind gaf. In 1523 gaf zij 19 pond Vlaams uit voor een gouden passement en een halsketting voor haar bastaardnichtje. In 1524 kocht ze drie gouden passementen, waarvan één voor ‘la petite fille bastarde de l’empereur résidante à Bruxelles’. In 1529, het jaar waarin Karel V Margaretha als zijn dochter erkende, gaf ze wit en rood satijn voor haar.
Waarschijnlijk werd Margaretha sinds haar geboorte een beetje weggestopt aan het hof en had als bastaard een tweederangsrol. Ze komt nauwelijks voor in geschriften en verslagen uit die tijd, wat haar latere leven zou tekenen. 

### Erkenning
Antoon I van Lalaing schreef enkele brieven aan Karel V om Margaretha als zijn dochter te erkennen. Ongetwijfeld zal hij hiertoe aangespoord geweest zijn door Margaretha van Oostenrijk en zijn vrouw Elisabeth van Culemborg, die op het Hof een beetje instond voor de kinderen. Zij was reeds hofdame bij Johanna van Castilië en zij kende Karel V al sinds zijn geboorte. 
In 1529 erkende Karel V uiteindelijk Margaretha officieel als zijn dochter, waardoor ze de titel Margaretha van Oostenrijk mocht voeren.
Na de dood van Margaretha van Oostenrijk in 1530 nam Maria van Hongarije (1505-1558), Karel V’s zus, de verantwoordelijkheid over Margaretha op zich, maar dat was van korte duur. Maria kwam in oktober 1531 in de Nederlanden aan en op tienjarige leeftijd verhuisde Margaretha in 1533 naar Italië, waar zij opgroeide onder de hoede van vooral madame de Lannoy, weduwe van de voormalige onderkoning van Napels, Karel van Lannoy. Deze Italiaanse opvoeding verklaart ook waarom ze vooral bekend werd onder haar (Italiaanse) titel Madama, al had ze in 1529, toen Karel V haar als zijn dochter erkende, het recht gekregen de naam Margaretha van Oostenrijk te voeren.
Margaretha’s jeugd aan het hof was relatief geïsoleerd, en ze had als bastaard een tweederangsrol. Dit gevoel van marginalisatie en haar status als onwettig kind beïnvloedden haar latere leven sterk. Ondanks haar positie als landvoogdes van de Nederlanden bleef ze zich altijd bewust van haar afhankelijke status. Haar loyaliteit aan haar vader en halfbroer Filips II was onwrikbaar, maar haar onzekerheid en behoedzaamheid waren duidelijk merkbaar tijdens haar latere bewind. Ze was zich er van bewust dat haar macht en positie haar zo ontnomen kon worden.

## Huwelijken
Ze huwde tweemaal.
1. Op 29 februari 1536 trouwde zij in Napels met haar eerste echtgenoot Alessandro de' Medici, hertog van Florence. Deze werd vermoord in 1537.
2. Op 4 november 1538 huwde ze een tweede maal in Rome, nu met Ottavio Farnese, een kleinzoon van paus Paulus III en van 1547 tot 1586 hertog van Parma en Piacenza. Zij kregen twee kinderen: Alexander, de latere Alexander Farnese, landvoogd van de Spaanse Nederlanden en zijn tweelingbroer Carlo, die binnen een jaar overleed.

## Landvoogdes

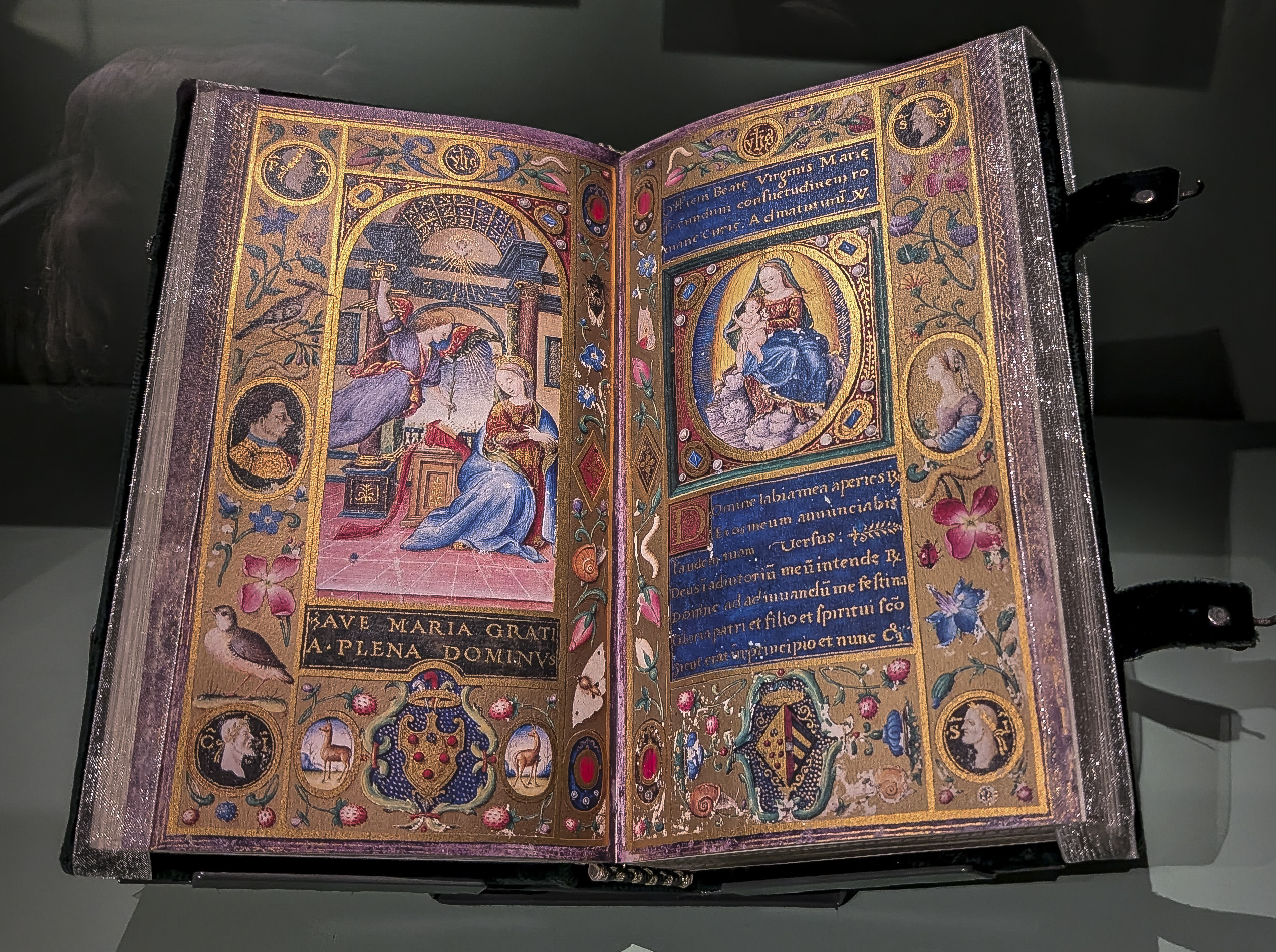
Facsimile van het getijdenboek van Margaretha en Alessandro de' Medici uit 1536

In 1559, hetzelfde jaar dat Filips II voorgoed uit de Nederlanden naar Spanje vertrok, waar het koningschap zijn aandacht opeiste, werd Margaretha benoemd als landvoogdes der Nederlanden. Aan haar zijde had Filips zijn  vertrouwde topadviseur Antoine Perrenot de Granvelle benoemd. Deze had Karel V ook al gediend. Hij was zeer invloedrijk, mede vanwege de geringe ervaring van Margaretha en daarom gehaat bij de Nederlandse adel. Margaretha kwam steeds meer in de knel tussen Filips II enerzijds en de plaatselijke adel anderzijds. In 1564 was Granvelle niet meer te handhaven en Filips stuurde hem naar de Franche-Comté, waar hij vandaan kwam. Niet alleen speelde de gebruikelijke machtsstrijd tussen adel en koning, maar ook de groeiende invloed van de Reformatie en de repressieve anti-ketterse plakkaten die al dateerden uit de tijd van Karel V. Margaretha's eigen houding in godsdienstige kwesties was waarschijnlijk relatief mild, maar Filips II was nog onverzettelijker dan zijn vader.

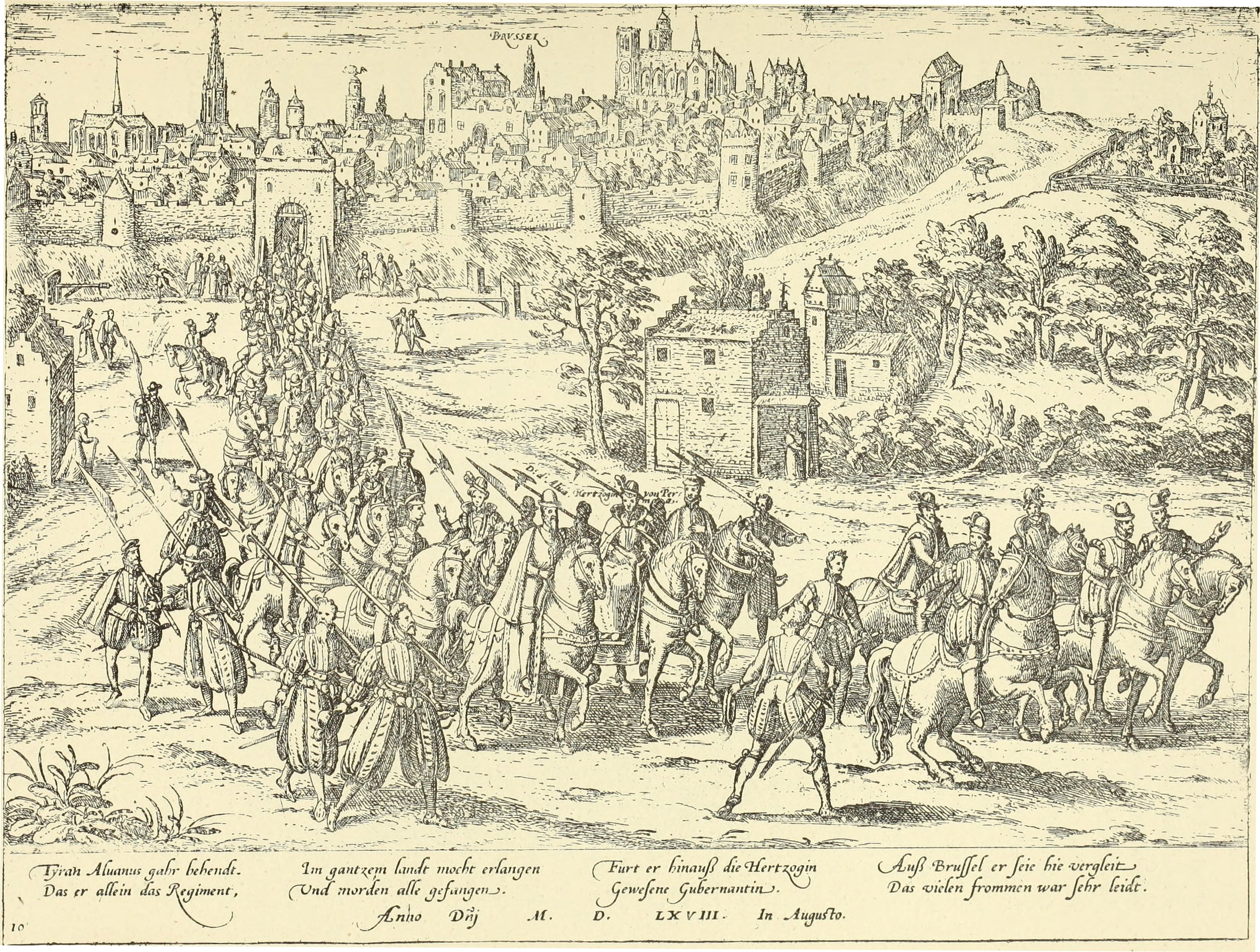
De Hertog van Alva leidt Margaretha van Parma uit Brussel, 30 augustus 1568.

Op 5 april 1566 nam zij het eerste van drie smeekschriften van Nederlandse edelen in ontvangst, waarin gevraagd werd om afschaffing van de Inquisitie. Haar naaste adviseurs hoonden de edelen weg, die door hen voor 'gueux' (bedelaars) werden uitgemaakt. Maar Margaretha stemde toe in opschorting van de activiteiten van de Inquisitie, zodat de edelen tijd werd gegund om handtekeningen te verzamelen en het smeekschrift direct bij Filips II in te dienen. Hoe gering de kans op inwilliging door Filips was, is nooit in de praktijk getoetst. Want zodra de druk op de protestanten werd verlicht, brak de (al tientallen jaren ondergrondse) Reformatie volledig door in het openbare leven, in de vorm van massaal bezochte hagenpreken en de gewelddaden van de Beeldenstorm tegen de door de calvinisten verafschuwde heiligenbeelden in de kerken, die door hen als afgodsbeelden werden beschouwd. De Zuid-Nederlandse reformator Guido de Brès, die al in 1561 de Confessio Belgica ofwel Nederlandse Geloofsbelijdenis opgesteld had, werd in mei 1567 wegens ketterij ter dood veroordeeld en in Valencijn opgehangen.

## Terug naar Italië

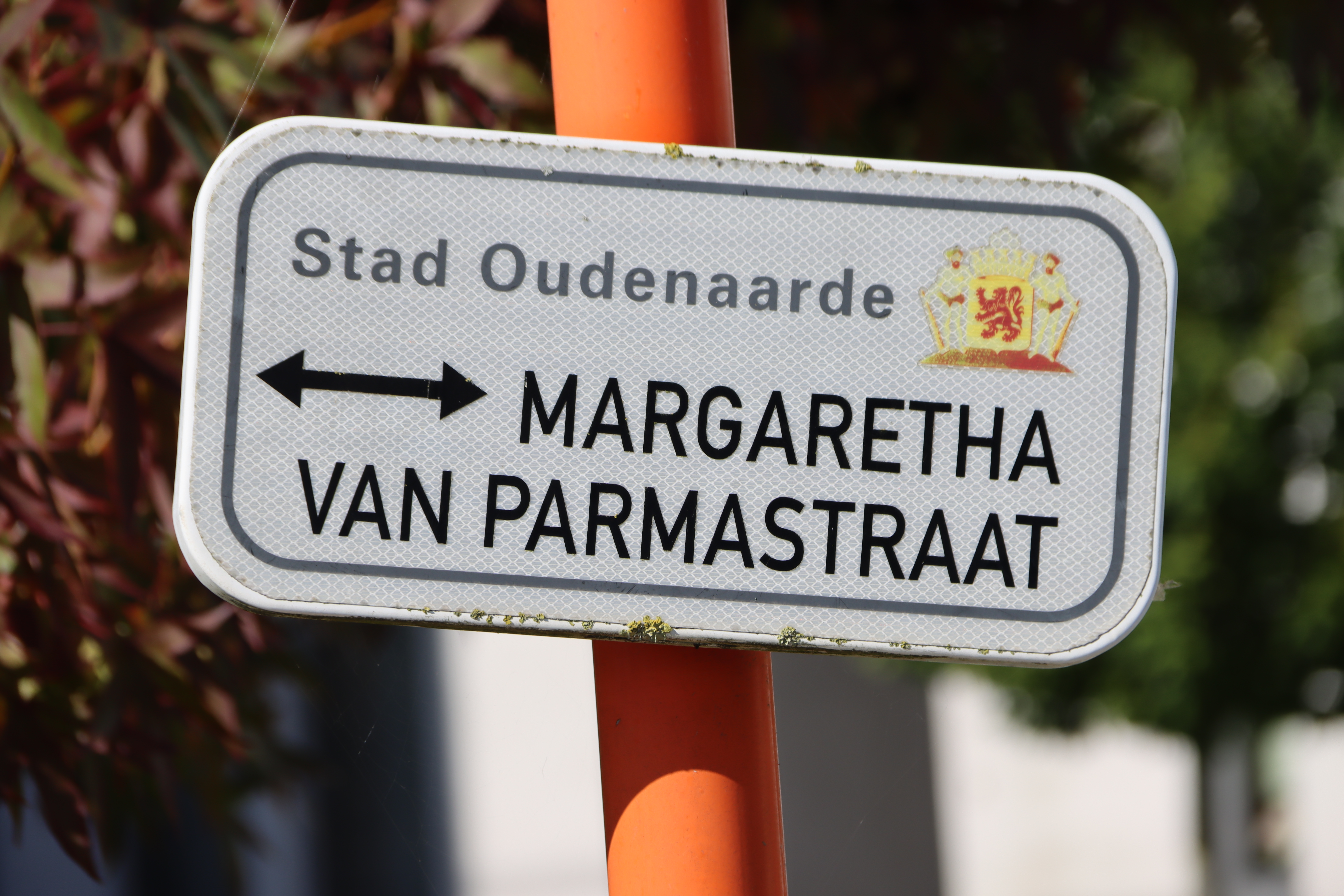
Margaretha van Parmastraat Oudenaarde

Toen Filips II in augustus 1567 de hertog van Alva stuurde om met militair geweld het gezag te herstellen, de inzet van de Inquisitie te verhevigen en nieuwe hoge belastingen (de Tiende Penning) te vorderen om deze extra inspanningen te betalen, legde Margaretha uit protest haar ambt neer. Ze keerde terug naar Italië, waar zij in L'Aquila gouverneur van de Abruzzen werd. Ze heeft nog mogen meemaken dat haar zoon Alexander Farnese, de latere hertog van Parma, in 1578 landvoogd werd en als veldheer successen boekte in de Nederlanden.
Bij het aantreden van haar zoon kwam Margaretha nog één keer terug naar de Nederlanden, waar zij geboren was. Er was sprake van dat ze samen aan de macht zouden komen, zij als landvoogdes en hij als militair leider. Maar Margaretha werd door haar zoon tegengehouden, waarop zij teleurgesteld terugkeerde naar Italië.
In 1582 kocht Margaretha, die op rust was, in Ortona landerijen en liet Giacomo della Porta er een kasteel bouwen, het Palazzo Farnese, met wijngaarden. De wijn hiervan kreeg de naam "Farnese" en wordt nog altijd gebotteld. In Ortona overleed ze. 

## Margaretha en de kunst

Marktverkoper van exotische dieren van Joachim Beuckelaer

Als kunstverzamelaar kocht zij voornamelijk Vlaamse kunst aan. Toen ze de Nederlanden verliet kocht ze 'Marktverkoper van exotische dieren' van Joachim Beuckelaer aan. Samen met zes andere stukken versierden ze de paleizen waar ze verbleef. Het waren vooral grote kunstwerken die dienden als gespreksstof.

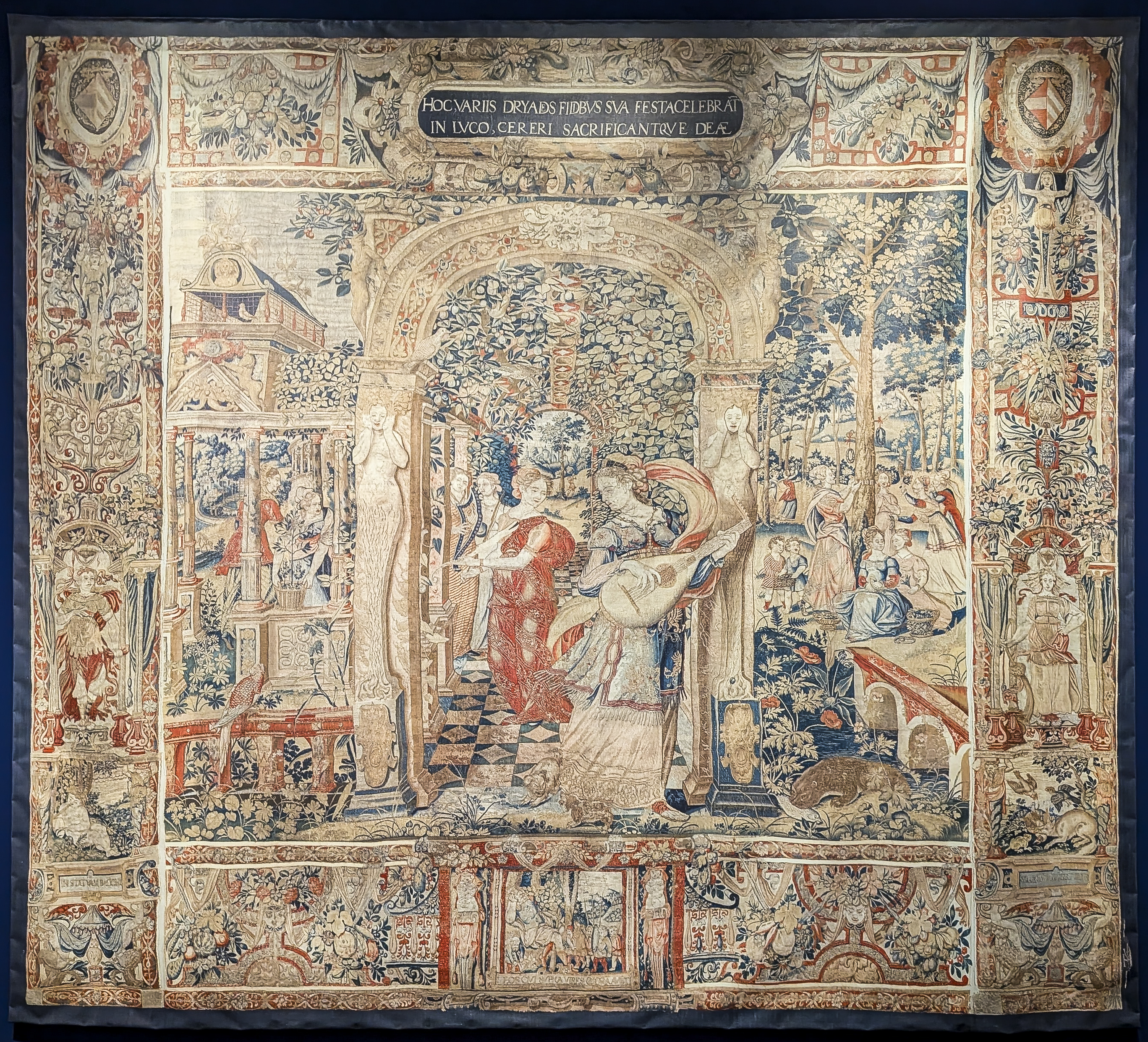
Reproductie wandtapijt Ceres (1559) atelier van Joost van Herzeele dat tijdens haar leven in het Quirinaal hing.

Haar boedelbeschrijving vermeldt 217 wandtapijten die ze verwierf tijdens haar verblijf in de Nederlanden. Haar moeder was een legwerker in de Oudenaardse wandtapijtenindustrie. Wandtapijten waren even mobiel als de hofhouding en reisden overal mee om kille paleizen een gevoel van warmte te geven. Ze etaleerden macht en rijkdom. Rafaël noemde ze de fresco's van het noorden.

## Palazzo Madama
Het Palazzo Madama, waar ze woonde als jonge bruid met haar man en de Villa Madama, hun zomerverblijf in Rome, zijn naar haar vernoemd. Het Palazzo Madama is vandaag de zetel van de Italiaanse Senaat.

## Studies, tentoonstellingen en romans
In 2024-2025 liep er in MOU Museum in Oudenaarde een tentoonstelling over haar. Voor deze tentoonstelling waren portretten van haar en voorwerpen die aan haar toebehoorden en nu deel zijn van privéverzamelingen of van buitenlandse musea aan het MOU Museum in bruikleen gegeven. Curator van deze tentoonstelling was Katrien Lichtert, die ook de redactie deed van het boek dat voor deze gelegenheid gemaakt werd. Bijzondere aandacht was er voor de opvoeding die ze kreeg, het imago dat ze voor zichzelf creërde, haar politieke rol als landvoogdes, de opkomst van het protestantisme in Oudenaarde en omgeving en haar twee huwelijken, die door haar vader en twee pausen gearrangeerd waren. Ook het huwelijk van haar zoon Alexander Farnese met een Portugese en de feesten in Lissabon en Brussel kwam aan bod via geschenken die hij ontving en een reeks prenten, het ‘Album van Brussel’. Bijna 60.000 mensen, waaronder koningin Mathilde van België bezochten de tentoonstelling.
Jane de Iongh publiceerde over haar de studie Madama, Margaretha van Oostenrijk, Hertogin van Parma en Piacenza 1522-1586, Querido, Amsterdam, 1965.
Jan Siebelink schreef de roman Margaretha (2002), gebaseerd op het leven van Margaretha van Parma, hertogin van Parma en Piacenza.

## Voorouders
| Voorouders van Margaretha van Parma | Voorouders van Margaretha van Parma                                       | Voorouders van Margaretha van Parma                                       | Voorouders van Margaretha van Parma                                       | Voorouders van Margaretha van Parma                                       | Voorouders van Margaretha van Parma                         | Voorouders van Margaretha van Parma                         | Voorouders van Margaretha van Parma                         | Voorouders van Margaretha van Parma                         |
| ----------------------------------- | ------------------------------------------------------------------------- | ------------------------------------------------------------------------- | ------------------------------------------------------------------------- | ------------------------------------------------------------------------- | ----------------------------------------------------------- | ----------------------------------------------------------- | ----------------------------------------------------------- | ----------------------------------------------------------- |
| Overgrootouders                     | Keizer Maximiliaan I (1459–1519 ∞ Maria van Bourgondië (1457–1482)        | Keizer Maximiliaan I (1459–1519 ∞ Maria van Bourgondië (1457–1482)        | Ferdinand II van Aragon (1452–1516) ∞ Isabella I van Castilië (1451–1504) | Ferdinand II van Aragon (1452–1516) ∞ Isabella I van Castilië (1451–1504) | ? (–) ∞ ? (–)                                               | ? (–) ∞ ? (–)                                               | ? (–) ∞ ? (–)                                               | ? (–) ∞ ? (–)                                               |
| Grootouders                         | Filips I van Castilië (1478–1506) ∞ 1496 Johanna van Castilië (1479–1555) | Filips I van Castilië (1478–1506) ∞ 1496 Johanna van Castilië (1479–1555) | Filips I van Castilië (1478–1506) ∞ 1496 Johanna van Castilië (1479–1555) | Filips I van Castilië (1478–1506) ∞ 1496 Johanna van Castilië (1479–1555) | Gilles Johan van der Gheynst (–) ∞ Johanna van der Coye (–) | Gilles Johan van der Gheynst (–) ∞ Johanna van der Coye (–) | Gilles Johan van der Gheynst (–) ∞ Johanna van der Coye (–) | Gilles Johan van der Gheynst (–) ∞ Johanna van der Coye (–) |
| Ouders                              | Keizer Karel V (1500–1558) Johanna van der Gheynst (-1542)                | Keizer Karel V (1500–1558) Johanna van der Gheynst (-1542)                | Keizer Karel V (1500–1558) Johanna van der Gheynst (-1542)                | Keizer Karel V (1500–1558) Johanna van der Gheynst (-1542)                | Keizer Karel V (1500–1558) Johanna van der Gheynst (-1542)  | Keizer Karel V (1500–1558) Johanna van der Gheynst (-1542)  | Keizer Karel V (1500–1558) Johanna van der Gheynst (-1542)  | Keizer Karel V (1500–1558) Johanna van der Gheynst (-1542)  |
| Margaretha van Parma (1522–1586)    |                                                                           |                                                                           |                                                                           |                                                                           |                                                             |                                                             |                                                             |                                                             |

## Galerij

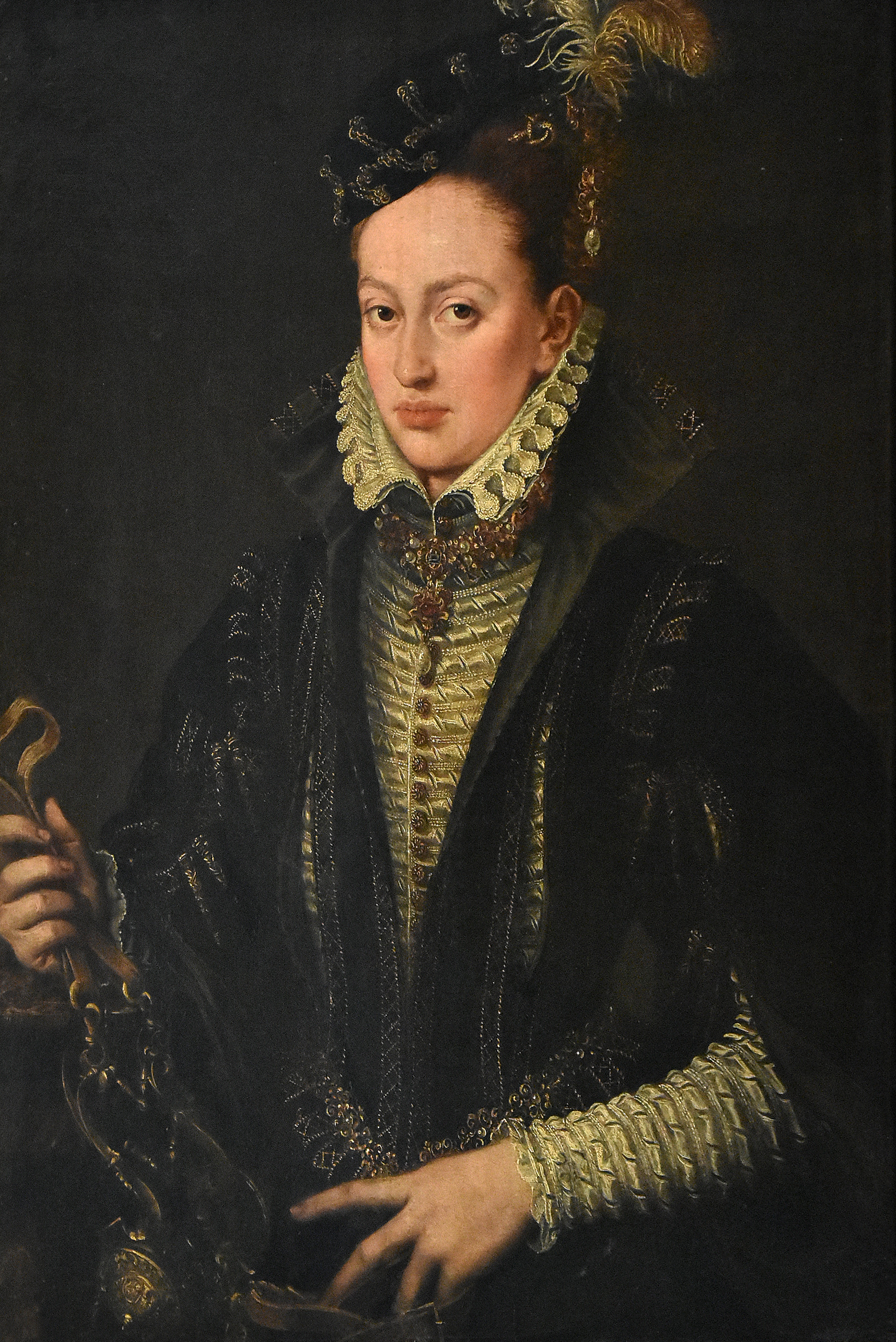
Vermoedelijk portret van Margaretha van Parma door Alonso Sánchez Coello
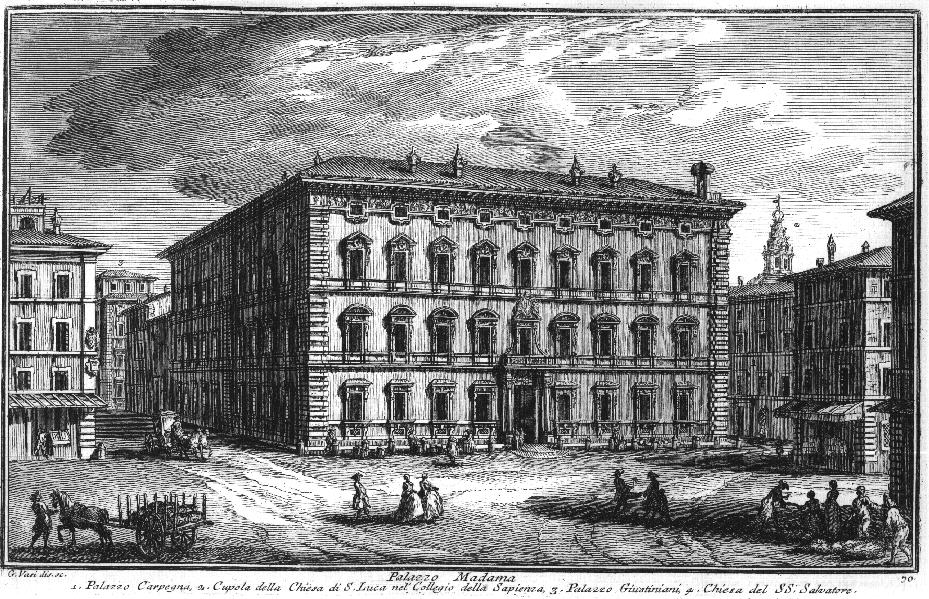
Palazzo Madama
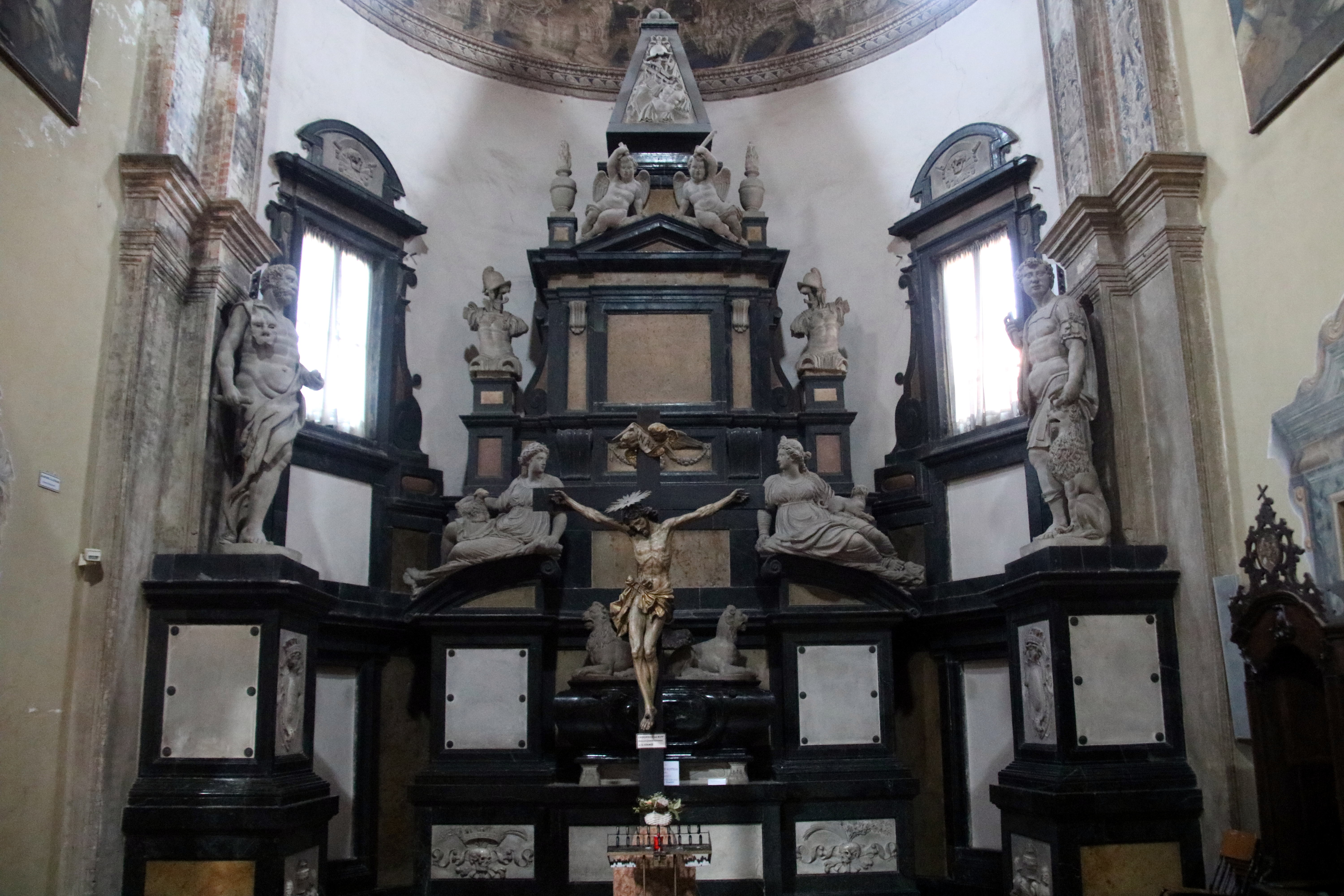
Graftombe van Margaretha van Parma in de Heilige Sixtuskerk te Piacenza
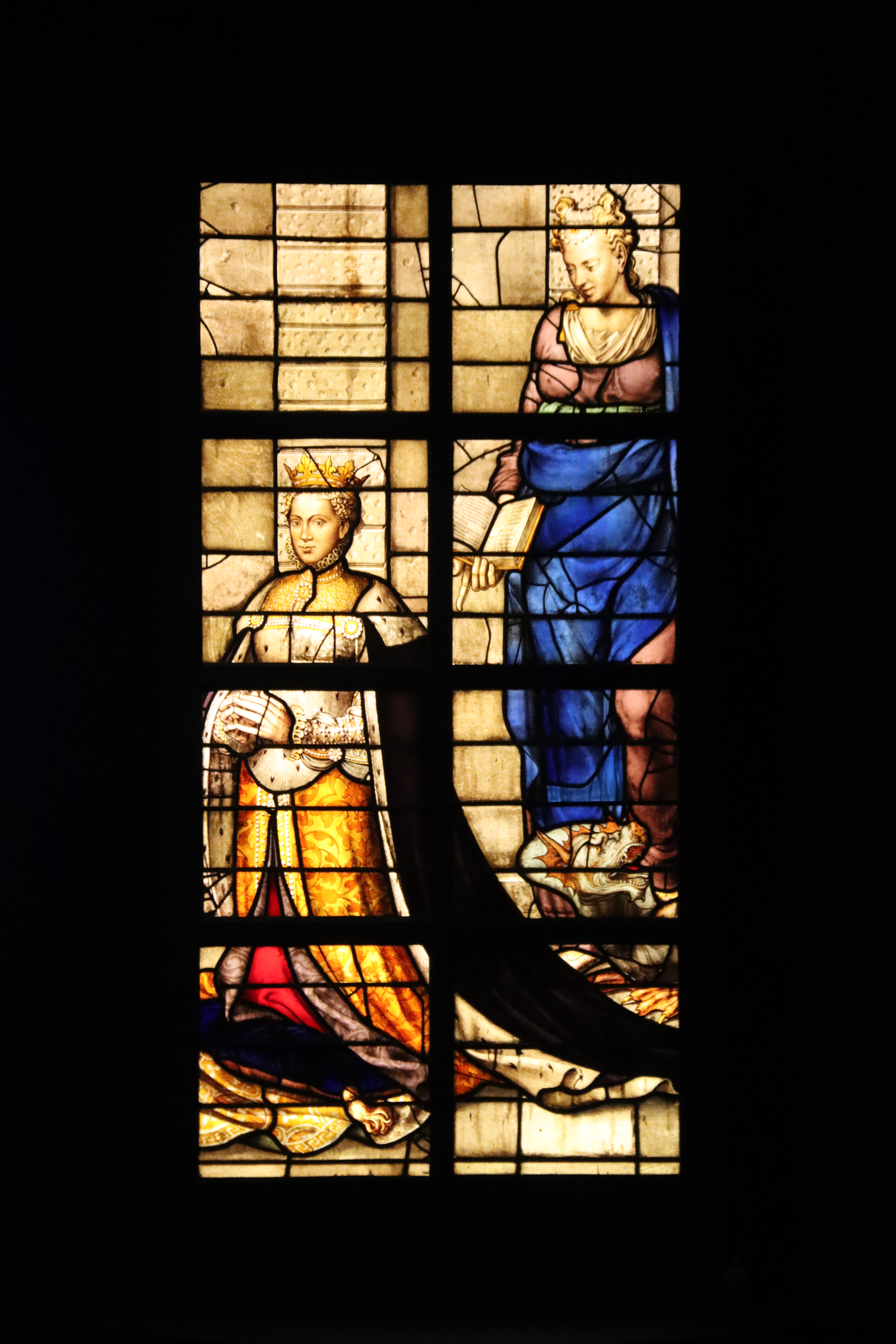
Margaretha van Parma op de Goudse glazen
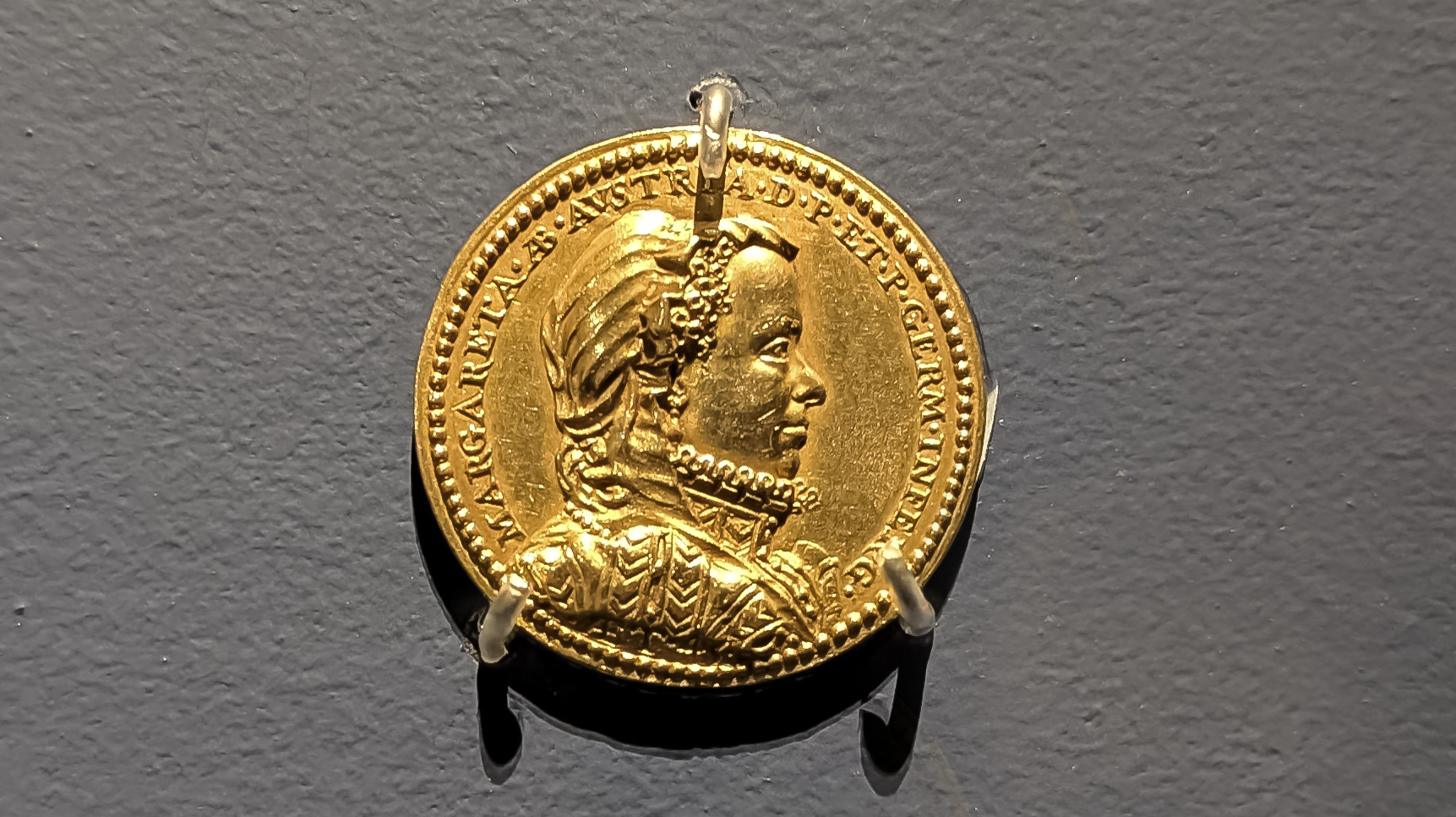
Gouden penning van Margaretha door Jacob Jonghelink

## Trivia
- In 2024 organiseert het MOU Museum in Oudenaarde de tentoonstelling Margaretha. Keizersdochter tussen macht en imago. [3][4] Op 22 september 2024 werd een Blijde Intrede van Margaretha in Oudenaarde georganiseerd.[5]
- In Pamele (Oudenaarde) werd een straat vernoemd naar Margaretha van Parma.